# Allos
Allos è un comune francese di 735 abitanti situato nel dipartimento delle Alpi dell'Alta Provenza della regione della Provenza-Alpi-Costa Azzurra.
Si trova nella valle del Verdon nei pressi del colle omonimo.

## Evoluzione
Comune di alta montagna delle Alpi meridionali, Allos conobbe un importante esodo rurale nel XIX secolo, seguendo il movimento demografico del dipartimento. Poi il comune è stato rivoluzionato da ottant'anni dagli sport invernali: la costruzione di alberghi e di impianti di risalita ha modificato il paesaggio e l'urbanistica montana. L'economia è stata parimenti profondamente trasformata, la quasi totalità degli impieghi si trova oggi nel turismo. L'attività agricola tradizionale non sussiste più che marginalmente.
Storicamente, Allos, situata al fondo della valle del fiume Verdon, da lungo tempo è stata collegata alla valle dell'Ubaye: dapprima, all'epoca in cui la valle dell'Ubaye apparteneva allo stato savoiardo (dal 1388 al 1713), poi dopo l'annessione alla Francia, essa ha continuato a essere amministrata dall'altra parte del colle di Allos (impraticabile d'inverno). Dopo la Rivoluzione, fu annessa al distretto di Barcelonnette, al nord. Fu solo nel 1985 che, amministrativamente parlando, tornò verso la sua valle accettando l'annessione al cantone di Colmars (dall'aprile 2015 accorpato al Cantone di Castellane).

## Società

### Evoluzione demografica
Abitanti censiti